# Šen-čou 7
Šen-čou 7 (čínsky pchin-jinem Shénzhōu qīhào, Shénzhōu 7, znaky zjednodušené 神舟七号, tradiční 神舟七號; česky Božská loď 7) byla třetí pilotovaná kosmická loď Číny, let proběhl v září 2008. Návratový modul přistál v oblasti Vnitřního Mongolska (sv. Čína) ve stejném místě jako posádka předchozího letu Šen-čou 6 a dalších bezpilotních letů. Během této mise byl uskutečněn první čínský výstup do volného kosmického prostoru.

## Posádka
- Čaj Č’-kang (1)
- Liou Po-ming (1)
- Ťing Chaj-pcheng (1)

V závorkách je uvedený dosavadní počet letů do vesmíru včetně této mise.
Náhradníci:
- Čchen Čchüan
- Fej Ťün-lung
- Nie Chaj-šeng

## Průběh letu
Start na raketě Dlouhý pochod 2F proběhl 25. září 2008 v 13:10 UTC. Nejdůležitějším cílem letu byl první výstup čínských kosmonautů do vesmírného prostoru. Výstup proběhl 27. září od 8:38 do 9:00 UTC. Z lodi vystoupil Čaj Č’-kang v čínském skafandru typu Fej-tchien (pinyin: Fejtian), pomáhal mu Liou Po-ming v ruském skafandru Orlan. Po skončení výstupu se od lodi oddělil mikrosatelit Pej-sing (pinyin: Bei Xing, Souputník) určený ke snímkování lodi (aktivní do 4. ledna 2009). Kosmonauti přistáli v návratovém modulu 28. září 2008 v 9:38 UTC. Orbitální modul zůstal na oběžné dráze s očekávanou životností půl roku.